# Сан-Бартоломе-де-ла-Торре
Сан-Бартоломе-де-ла-Торре (ісп. San Bartolomé de la Torre) — муніципалітет в Іспанії, у складі автономної спільноти Андалусія, у провінції Уельва. Населення — 3530 осіб (2010).
Муніципалітет розташований на відстані близько 440 км на південний захід від Мадрида, 23 км на північний захід від Уельви.

## Демографія
Динаміка населення (INE ):